# Вєслав Єнджейчак
Вєслав Віктор Єнджейчак (пол. Wiesław Wiktor Jędrzejczak, 1 жовтня 1947, Гдиня, Польща) — польський лікар-гематолог, фахівець з хвороб внутрішніх органів, клінічний онколог, трансплантолог, почесний доктор медицини і професор Варшавського медичного університету.

## Біографія

### Лікарська діяльність
Єнджейчак закінчив Варшавський медичний університет, деякий час стажувався і працював в США. Відомий як один з провідних трансплантологів Польщі. 28 листопада 1984 року команда лікарів на чолі з професором Вєславом Єнджейчаком провела першу в історії польської медицини операцію з пересадки кісткового мозку: пересадку здійснили шестирічній дівчинці Олі Пшибильській (донором стала її 3-річна сестра Катажина).
У 2003 році Єнджейчак, який повернувся з США на батьківщину, провів вперше успішне переливання пуповинної крові від двох донорів: команда Єнджейчака стала другою в світі, яка зайнялася цим. Ці операції часто є єдиним способом врятувати людей з діагнозом «лейкемія», яким протипоказана пересадка кісткового мозку від дорослого донора. За словами Єнджейчака, переливання пуповинної крові може врятувати значне число людей, які ще кілька десятиліть тому були б приречені на смерть незалежно від старань лікарів.
У 2007 році Єнджейчак став суб'єктом скандалу після того, як один з його пацієнтів, 21-річний Бартек Мисяк, який страждав від лейкемії, помер після операції з пересадки стовбурових клітин з пуповинної крові. Лікаря звинуватили в тому, що він навмисно відмовився проводити пересадку кісткового мозку, хоча той запевняв, що серед 8 мільйонів потенційних донорів для Мисяка не знайшлося підходящого. Пізніше експертиза показала, що батько Бартека, Роберт, міг стати донором для сина і врятувати його від смерті. Провідні польські медики відмовилися коментувати експеримент.

### Наукова діяльність
Є керівником кафедри і клініки гематології, онкології і внутрішніх захворювань Варшавського медичного університету (знаходиться в Окремому громадському центральному госпіталі), членом Комітету з біоетики Польської академії наук. Державний консультант з питань гематології. Нагороджений премією фонду Польської науки в 1993 році за роботу на тему молекулярних і клітинних механізмів утворення кров'яних клітин.